# Strobilanthes perrieri
Strobilanthes perrieri är en akantusväxtart som beskrevs av Raymond Benoist. Strobilanthes perrieri ingår i släktet Strobilanthes och familjen akantusväxter. Inga underarter finns listade i Catalogue of Life.